# Ludvig Mariboe
Ludvig Mariboe, född 22 oktober 1782 i Köpenhamn, död 19 juni 1841, var en norsk affärsman, publicist och politiker. Han var far till Vilhelm Adelsteen Mariboe.
Mariboe hade judiska föräldrar, men lät döpa sig 1802. Han hade 1798–1803 plats på ett handelskontor i Livorno och anställdes 1804 som korrespondent vid Bernt Ankers fideikommiss i Kristiania. Vid Ankers död, 1805, etablerade Mariboe egen, snart betydligt omfattande affär. Under kriget med England, sedan 1807, bidrog han i stor utsträckning till landets proviantering, och under fälttåget 1808 utrustade han en artillerifrikår, vars chef han själv var. Utnämnd till kapten à la suite 1813, fick han 1814 uppsikten över härens transportväsen.
Mariboe skänkte 1810 stora summor till Selskabet for Norges vel och 1811 vid subskriptionen till det nya Kristiania universitet. Den stora penningkrisen 1814 drabbade hårt även hans ekonomi, varför han måste upphöra med sina mångartade affärer. Åren 1817–22 var han i Stockholm adjutant hos kungen, återvände 1823 till Norge besviken och bitter och gav utlopp åt sin harm i tidningen "Patrouillen" (1824–32), första organet för en politisk opposition i Norge.
Åren 1830 och 1832–33 var Mariboe stortingsman och 1834–39 statsrevisor. Åren 1836–39 vistades han mest i London, dels för att verka för ett stort projekt till ångbåtsförbindelse mellan Norge och England, dels för att bistå svensk-norske ministern Magnus Björnstjerna i dennes strävanden att skaffa Norge upprättelse i Bodøsaken, om vilken affär han författade en historisk framställning, An Appeal to the Imperial Parliament, som utdelades till parlamentets medlemmar.
Mariboe angreps av sinnessjukdom och internerades 1840 på Peter Willers Jessens hospital vid Schleswig, blev botad, men drabbades vid hemfärden av slaganfall. Han författade bland annat Om Norges statsoeconomiske forfatning samt forslag ang. Norges bank, pengevæsen og dets finantser (1821).